# Friedrich Wilhelm Dost
Friedrich Wilhelm Dost (geb. 1816 im Erzgebirge; gest. 1853 in Berlin) war ein deutscher Fotograf (Daguerreotypist). Er gehörte zu den ersten niedergelassenen Daguerreotypisten Berlins.

## Lebensweg
Friedrich Wilhelm Dost war ein gelernter Strumpfwirker aus dem Erzgebirge. Auf seiner Wanderschaft kam er nach Berlin, wo er Daguerreotypien von Carl Theodor Dörffel (1810–1878) im Schaufenster sah. Dost ließ sich von diesem Berliner Daguerreotypisten und Kamerabauer als Gehilfe anstellen. 
Dost arbeitete auch für den Berliner Daguerreotypisten Louis Friedrich Sachse (1798–1877) und assistierte ihm bei seinen Aufnahmen des damals noch nicht volljährigen Friedrich III. (1831–1888). 

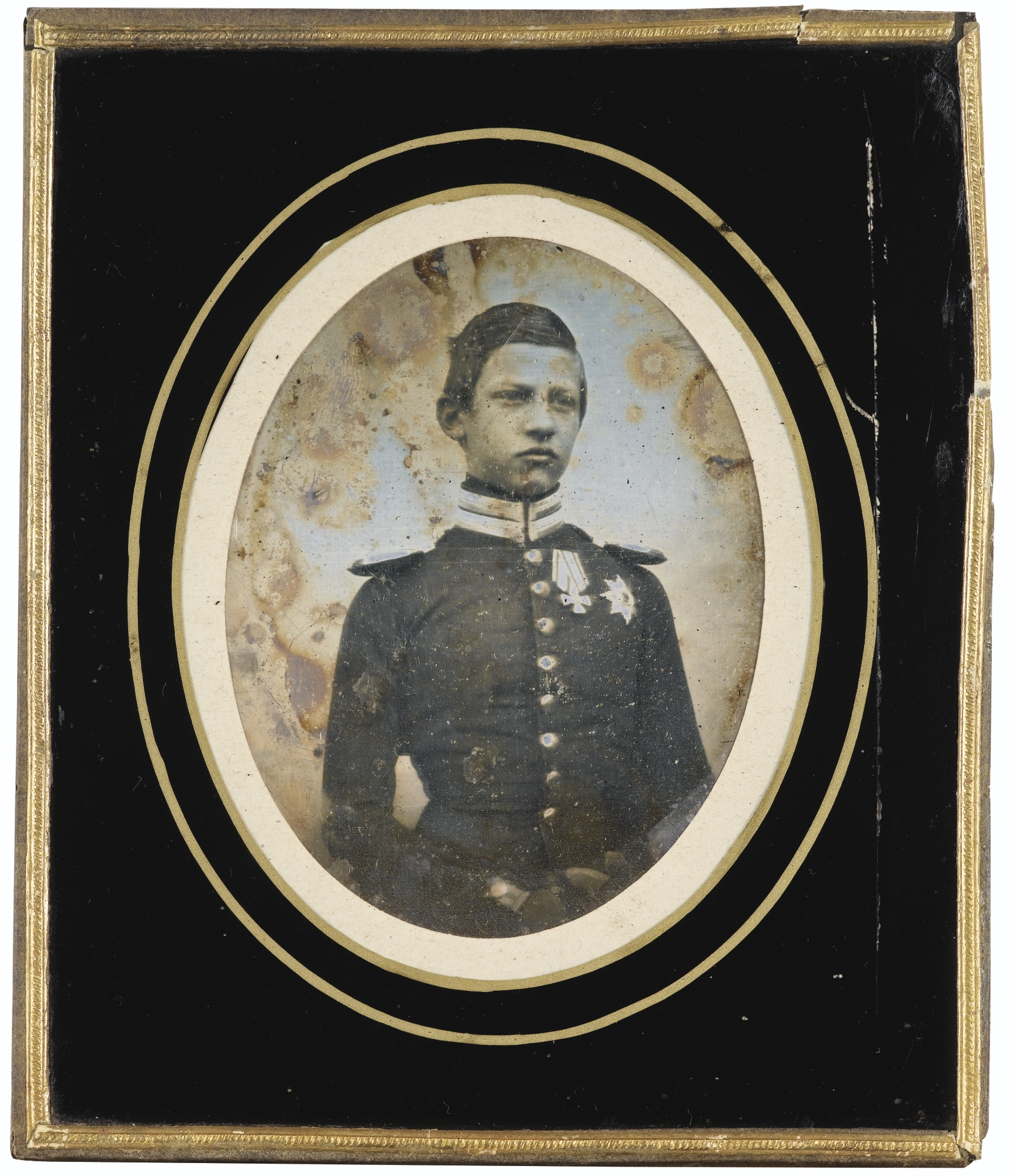
Portraitfoto (Daguerreotypie) des preußischen Kronprinzen Friedrich Wilhelm, von etwa 1841, vermutlich von Louis Friedrich Sachse aufgenommen

Später arbeitet er bei dem Daguerreotypisten und früheren Silberpolierer Wilhelm Eduard Kannegießer (1810–1845) und führte, als dieser im Jahr 1845 im Alter von 35 Jahren starb, dessen Fotoatelier in der Wilhelmstraße 133 noch für kurze Zeit weiter. Dann machte er sich mit Unterstützung des Goldschmieds Johann George Hossauer (1794–1874) mit einem eigenen Atelier in der Großen Frankfurter Straße 80 (heute: Karl-Marx-Allee) als Daguerreotypist selbständig.
Dost fotografierte mit einer von Carl Theodor Dörffel gebauten Kamera. Zur Beendigung der zunächst noch sehr langen Belichtungszeiten entwickelte er einen Fallverschluss aus Eisenblech.
Dost wurde nur 35 Jahre alt.
Friedrich Wilhelm Dost war der Großvater des 1886 geborenen Fotografen, Fotosammlers und Fotohistorikers Wilhelm Dost, der vor allem durch sein 1922 erschienenes Buch Die Daguerreotypie in Berlin 1839–1860. Ein Beitrag zur Geschichte der photographischen Kunst in der Fachöffentlichkeit bekannt geworden ist.